# 帕利奇湖
46°03′N 19°45′E / 46.050°N 19.750°E

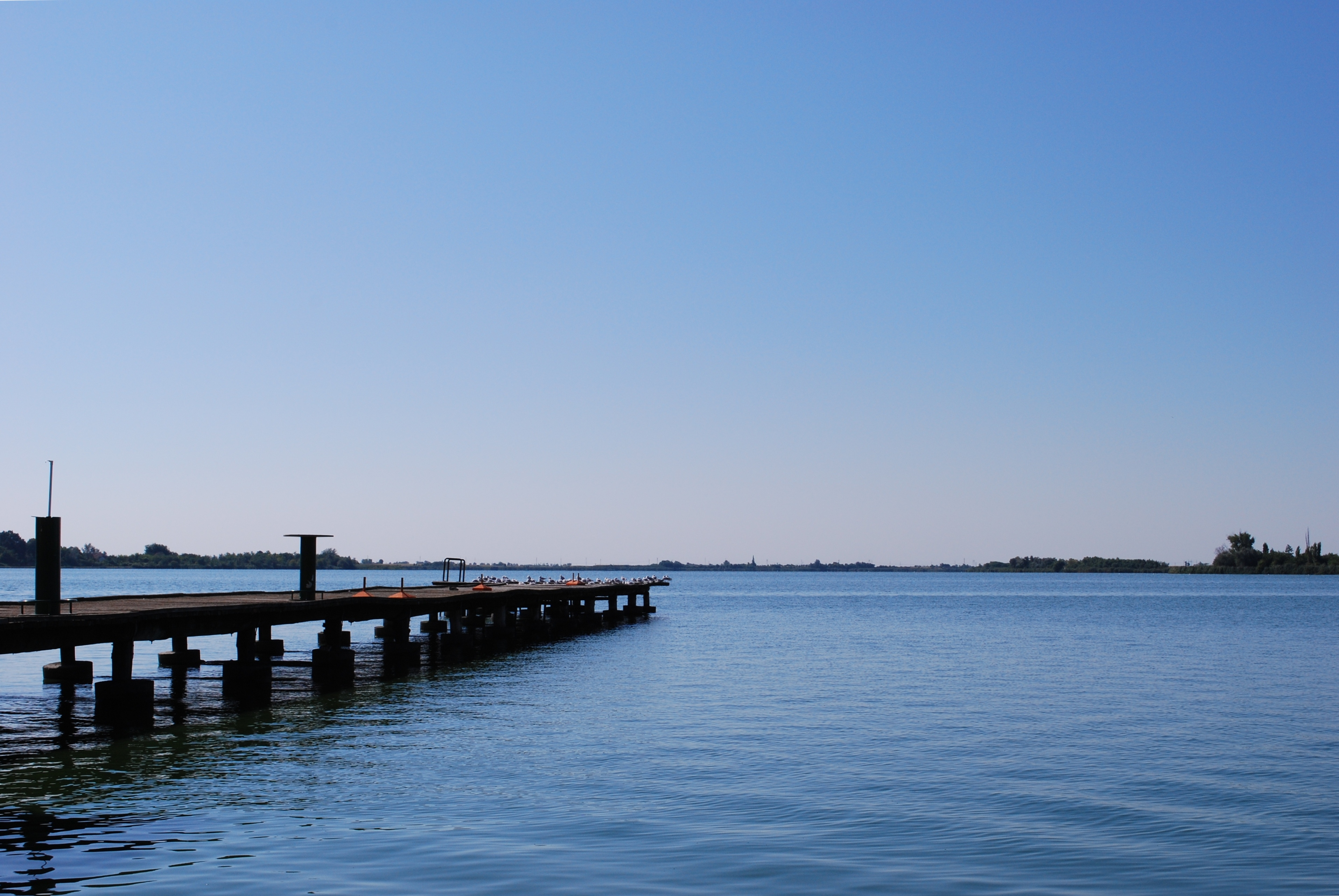

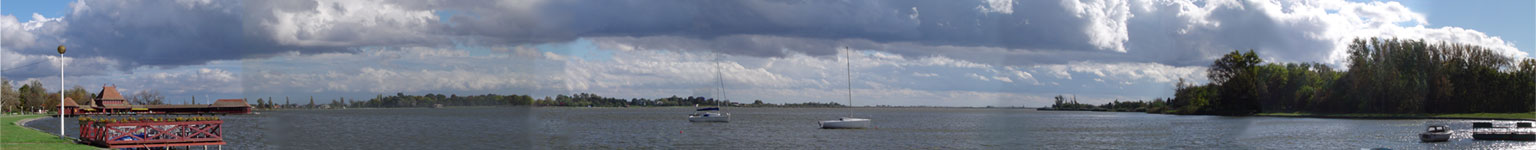

帕利奇湖是塞爾維亞的湖泊，位於該國北部，距離蘇博蒂察8公里，海拔高度101米，面積4.2平方公里，平均水深2米，最大水深3.5米，湖岸線長度17米。

## 外部連結
- www.palic.rs - Official tourism site
- Palić on Wikivoyage （页面存档备份，存于）